# Tour Rebeldes (Rebeldes Teen Festival)
Tour Rebeldes (Rebeldes Teen Festival) è stato il primo tour della band RebeldeS, e si è tenuta il 30 ottobre 2011 e completata il 1 gennaio 2012, con solo 9 spettacoli.

## Scaletta
1. Rebelde Para Sempre
2. Do Jeito Que Eu Sou
3. Tchau Pra Você
4. Ponto Fraco
5. Quando Estou do Seu Lado
6. Você É o Melhor Pra Mim
7. Depois da Chuva
8. O Amor Está em Jogo
9. Como um Rockstar
10. Juntos Até o Fim
11. Livre Pra Viver
12. Um Dia de Cada Vez
13. Outra Frequência
14. Born This Way
15. Last Nite
16. I Wanna Rock Right Now
17. Firework
18. Toda Forma de Amor
19. Loca
20. Rebelde Para Sempre (remix)

## Spettacoli
| Data             | Città          | Paese   | Luogo               | Pubblico |
| ---------------- | -------------- | ------- | ------------------- | -------- |
| Sudamerica       |                |         |                     |          |
| 30 ottobre 2011  | Porto Alegre   | Brasile | Pepsi On Stage      | 7.000    |
| 27 novembre 2011 | Salvador       | Brasile | Wet'n Wild          | 19.000   |
| 3 dicembre 2011  | Goiânia        | Brasile | Atlanta Music Hall  | 3.000    |
| 4 dicembre 2011  | San Paolo      | Brasile | Espaço das Américas | 7.000    |
| 5 dicembre 2011  | San Paolo      | Brasile | Espaço das Américas | 7.000    |
| 17 dicembre 2011 | Vitória        | Brasile | Arena Vitória       | 6.000    |
| 18 dicembre 2011 | San Paolo      | Brasile | Espaço das Américas | 5.000    |
| 25 dicembre 2011 | Rio de Janeiro | Brasile | HSBC Arena          | 15.000   |
| 1º gennaio 2012  | Guarujá        | Brasile | Arena Jequitimar    | 3.000    |